# Nikon D500
Nikon D500 – 20,9-megapikselowa lustrzanka cyfrowa formatu DX, zaprezentowana przez przedsiębiorstwo Nikon 5 stycznia 2016. Jest niespodziewaną kontynuacją serii niepełnoklatkowych lustrzanek półprofesjonalnych, których ostatnim przedstawicielem był model D300S, zaprezentowany w 2009 roku.

## Funkcje
Aparat wyposażono w wiele funkcji dotychczas dostępnych jedynie w najwyższych modelach lustrzanek, takich jak D4. Lustrzanka wyposażona została między innymi w układ autofocusa o 153 punktach ostrości (w tym 99 punktów krzyżowych), z zaawansowanymi funkcjami śledzenia. D500 posiada system pomiaru światła sterowany przez sensor RGB z rozdzielczością 180 000 punktów. Przetwarzaniem obrazu steruje nowy procesor, EXPEED 5.

### Filmy
Aparat rejestruje wideo w jakości 4K z szybkością 30 kl./s. Umożliwia też nagrywanie filmów typu timelapse. W jakości full HD filmy nagrywać można z prędkością 60 kl./s z wykorzystaniem elektronicznej stabilizacji obrazu.

## Budowa
Nikona D500 wyposażono w odchylany dotykowy ekran ciekłokrystaliczny o przekątnej 3,2 cala i rozdzielczości 2,36 megapikseli. W aparacie zastosowano też podświetlane przyciski, znane z profesjonalnego modelu D4. Wprowadzono również nowy rodzaj łączności – SnapBridge, który producent chce stosować w każdym nowym modelu jego aparatów, ułatwiając w ten sposób łączność urządzeń z telefonami komórkowymi i tabletami.
W modelu D500 wykorzystano baterię EN-EL15, pozwalającą na wykonanie około 1240 zdjęć na jednym ładowaniu.